# 大兴安岭鄂伦春机场
大兴安岭鄂伦春机场（原加格达奇嘎仙机场）是一座位于黑龙江省加格达奇的民用及航空护林机场，拥有两条跑道，其中供民航使用的18/36跑道长2300米，另有一条供通用航空使用的12/30跑道长500米，飞行区等级指标为4C。
加格达奇机场前身为加格达奇航空护林站，始建于1970年，担负黑龙江大兴安岭和内蒙古大兴安岭东部林区的航空护林任务，巡护监测面积达5.2万平方公里。。2008年加格达奇航空护林站改扩建工程可行性研究报告获得国家发改委的批复，成为全国唯一的一个林-1级航站。
2009年9月6日，加格达奇航空护林站临时民用扩建工程动工。2012年6月18日，加格达奇嘎仙机场开通民航业务。标志着黑龙江省的支线机场增加到9个。
2016年9月2日，国家发展改革委员会同意新建大兴安岭鄂伦春民用机场工程，项目总投资4.54亿元。其中民航局安排民航发展基金1.29亿元，其余投资由黑龙江省政府和大兴安岭地区行署按照6:4比例安排财政资金解决。本期工程按满足2020年旅客吞吐量28万人次、货邮吞吐量1500吨的目标设计，飞行区等级指标4C。主要建设内容包括：将现有1条长2000米、宽45米的航空护林站跑道延长至2300米，跑道主降方向设置I类精密进近灯光系统和仪表着陆系统，次降方向设置B型简易进近灯光系统；建设4870平方米的航站楼、3个机位的站坪，以及空管、供油、供电、给排水、消防救援等相应配套设施。
2021年2月25日，加格达奇嘎仙机场正式更名为大兴安岭鄂伦春机场。

## 航点
2025夏秋航季
| 航空公司               | 目的地                             |
| ---------------------- | ---------------------------------- |
| 中国东方航空（MU）     | 哈尔滨、北京/大兴、大连、上海/浦东 |
| 成都航空（EU）         | 哈尔滨、漠河                       |
| 河北中航通用航空（60） | 呼玛                               |

| 鄂倫春機場通航城市                                              |
| --------------------------------------------------------------- |
| 鄂倫春機場北京/大興上海/浦東哈爾濱漠河大連呼玛 鄂倫春機場航線 · |